# Cerkev sv. Jakoba, Potoče
Cerkev sv. Jakoba, Potoče, podružnična cerkev župnije Preddvor. 
Cerkev stoji na razglednem zahodnem grebenu Potoške gore. Tik pod njo je planinska koča z višinsko koto 961 m.

## Opis
Greben Potoške gore, na katerem stoji cerkev, je poznoantično arheološko najdišče. Med 5. in 7. stoletjem je bila tu višinska naselbina; po odhodu Rimljanov so si v njej prebivalci doline uredili varno bivališče. 
Cerkev se v listinah prvič omenja leta 1415, ko jo je posvetil namestnik oglejskega patriarha škof Eberhard. Vendar romanska izvedba cerkvene ladje kaže, da je cerkev mnogo starejša. Stene nimajo podzidka in so zidane iz lomljenca, vogali pa so zloženi iz lehnjaka. V južni steni ladje je komaj 30 cm pod njenim vrhom ohranjen polkrožni vrh romanskega okenca (puščen kot viden na vrhu ostankov freske). Po njegovi legi sodeč je moralo biti vsaj še eno takšno okence tudi v zahodnem delu te stene, severna stena pa je bila, kakor navadno, zaradi klimatskih razlogov brez oken.
Cerkev je bila nekaj časa v zelo slabem stanju, saj je ljubljanski škofijski vizitator leta 1631 zahteval, naj razpokano svetišče podro in ga zamenjajo z novim (novum extrui chorum). Toda vizitacijsko poročilo s 23. junija 1654 opisuje enako slabo stanje. Zapisnik navaja tudi mere stavbe, iz katerih se vidi, da je imela cerkev tedaj romansko polkrožno apsido. Kasneje so jo nadomestili z večjim poznogotskim tristrano sklenjenim prezbiterijem, na zahodu pa so cerkvi dogradili baročni zvonik, katerega pritličje služi kot vhodna lopa.
Tudi notranjost cerkvene ladje je romanska. Ladja je pokrita je z ravnim ometanim stropom. Ozka polkrožna slavoločna odprtina je še ostanek polkrožne romanske apside. Severna stena ladje je poslikana s slabo ohranjeno fresko poklona sv. Treh kraljev, ki se končuje na severnem delu slavoločne stene; freska na južnem delu slavoločne stene prikazuje stoječo postavo svetnika. Južna stena ladje ni bila poslikana. Izrazito gotska bordura z geometričnim vzorcem opredeljuje slikarijo gotovo še v  15. stoletje. Slikar je poznan kot Mojster sv. Jakoba iz Ribnega.
Na zunanji južni fasadi je še viden ostanek freske sv. Krištofa, sv. Jakoba in križanja iz prve polovice 15. stoletja. 
Sedanji glavni oltar sv. Jakoba starejšega, apostola, je leta 1886 izdelal podobar Valentin Šubic. Novembra 1978 je bila cerkev ob požaru delno poškodovana; obnovile so jo pridne roke iz soseske.